# Svensmarke
Svensmarke (tidligere også Svendsmarke) er en lille bebyggelse i Stege Sogn, syd for og tæt ved Stege Nor.
Svensmarke omtales 1366. I Danmarks Riges Breve nævnes, at ridder Folmer Jakobsen Lunge af Ryde i 1405 pantsætter alt gods i Øster Kippinge til Niels Jensen i Svensmarke.
Landsbyen udskiftes i 1803.
|  | Denne artikel om lokaliteten Svensmarke kan blive bedre, hvis der indsættes et (bedre) billede. Du kan hjælpe ved at afsøge Wikimedia Commons for et passende billede eller lægge et op på Wikimedia Commons med en af de tilladte licenser og indsætte det i artiklen. |

54°58′35″N 12°18′41″Ø / 54.97639°N 12.31139°Ø